# Mościska (województwo warmińsko-mazurskie)
Mościska (niem. Nikolaihorst, 1938–1945 Nickelshorst, Forst) – osada leśna w Polsce położona w województwie warmińsko-mazurskim, w powiecie mrągowskim, w gminie Piecki. 
W latach 1975–1998 miejscowość administracyjnie należała do województwa olsztyńskiego.